# ポキポキ
ポキポキ(Poqui poqui)またはプケプケ(puke puke)、プキプキ(puki puki)は、ナスとスクランブルエッグからなるフィリピン料理である。ルソン島北部のイロコス地方が発祥である。
ナスを直火でグリルした後に皮を剥いて潰す点で、トルタンタロンと非常によく似ている。その後、ギニサ（ソテーしたエシャロット、ニンニク、トマト）とスクランブルエッグを加え、ネギを飾る。クリーミーな食感で、グリルした魚や肉の副菜として食べられるが、白飯のおかずとして食べることもある。ポキポキという料理名は、アメリカ合衆国の植民地時代にイロコイ人のサトウキビ労働者がハワイに流入したため、ハワイ料理のポキに由来すると信じられているが、これらはかなり違う料理である。